# Dacia SupeRNova
Dacia SupeRNova este un autoturism de tip hatchback cu 5 uși, produs de Automobile Dacia din anul 2000 până în 2003, fiind prima mașină ce ieșea pe porțile fabricii după achiziționarea de către Renault. Aceasta a fost produsă în aproximativ 60,000 de unități. SupeRNova se impune rapid drept un adevărat succes din punct de vedere al vânzărilor pe piața din România.

## Istoric
SupeRNova este de fapt o Dacia Nova care a fost îmbunătățită prin schimbarea motorului cu unul Renault (E7J 260) și a transmisiei cu cea de la Renault Clio. A fost un model intermediar, astfel modelul a devenit primul autoturism construit de Dacia care venea echipat cu aer condiționat (Versiunea Clima) și jante de aliaj.
Prețul de comercializare al mașinii pentru varianta de top a fost de 5.800 €. Mașina a fost vândută în 5 versiuni de echipare:
• Europa (modelul de bază, având ca lipsuri dotări precum turometrul și acul pentru temperatură)
• Confort (includea tapițerie din stofă și turometru)
• Rapsodie (includea faruri de ceață, bare și grilă vopsite în culoarea caroseriei și bandouri laterale, dar și interior din velur)
• Campus (cu eleron, sistem audio cu 4 difuzoare de 15W și jante pe 13 țoli ca echipament standard)
• Clima (versiunea de top, cu dotări standard precum aer condiționat, velur în două culori și sistem antifurt).
Mașina corespunde normelor de poluare Euro 2. Modelele fabricate în anul 2003 și la sfârșitul anului 2002 sunt compatibile cu norma de poluare Euro 3. Datorită variantei de echipare Europa (versiunea minimă), prețul unei astfel de automobil era în jurul a 3200 $, dacă se preda un automobil vechi, lucru care a dus la scăderea vânzărilor modelului 1310 (berlina si a variantei break).
Dacia SupeRNova, asemeni Solenza, a fost un model de tranziție pentru marca Dacia, de la un model învechit la un model nou, astăzi Dacia Logan. Odată cu trecerea la modelul SupeRNova, a fost îmbunătățită calitatea materialelor atât la exterior cât și în interior, a finisajelor, precum și lansarea de noi culori. Deși bazat pe modelul Nova, modelul SupeRNova a fost foarte bine primit de public, având vânzări foarte bune, modelul având valoare mare și la piața auto la mâna a doua. Dacia SupeRNova a fost exportată în număr mic în Ungaria, Bulgaria, Cehia, Slovacia, Polonia.

## Dotări
Dotările standard ale acestei mașini sunt: antidemaraj furt, închidere centralizată, oglinzi reglabile manual, turometru, etc. 
Dotările opționale sunt: eleron (80 euro), vopsea metalizată (110 euro) și radio casetofon RDS (150 euro).

## Culori
De-a lungul producției modelului SupeRNova a fost disponibilă în 16 culori:
Culori nemetalizate:
- Alb Boreal
- Roșu Imperial
- Galben Sport
- Bleu de France
- Verde Primăvară/Primavera
- Galben Columbia (culoare exclusiv destinată loturilor de export pentru Columbia, pentru a fi folosite ca taxi)

Culori metalizate: 
- Argintiu Diamant
- Gri Granit
- Verde Jad
- Verde Montan
- Verde Infinit
- Roșu Toreador
- Bej Mahon
- Bleu Sprint
- Albastru Catifea
- Negru Abanos

## Imagini

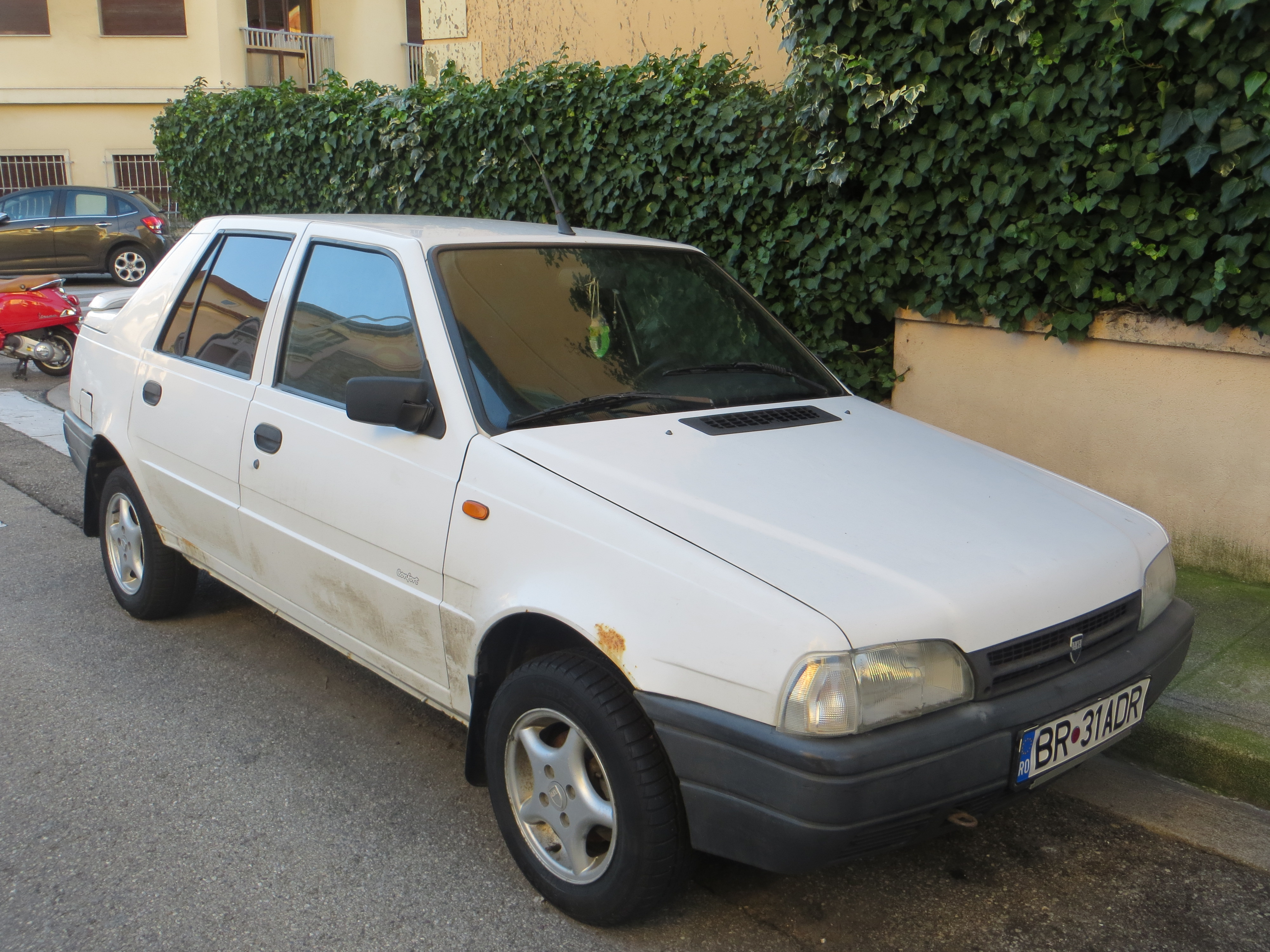
Dacia SupeRNova (Față)

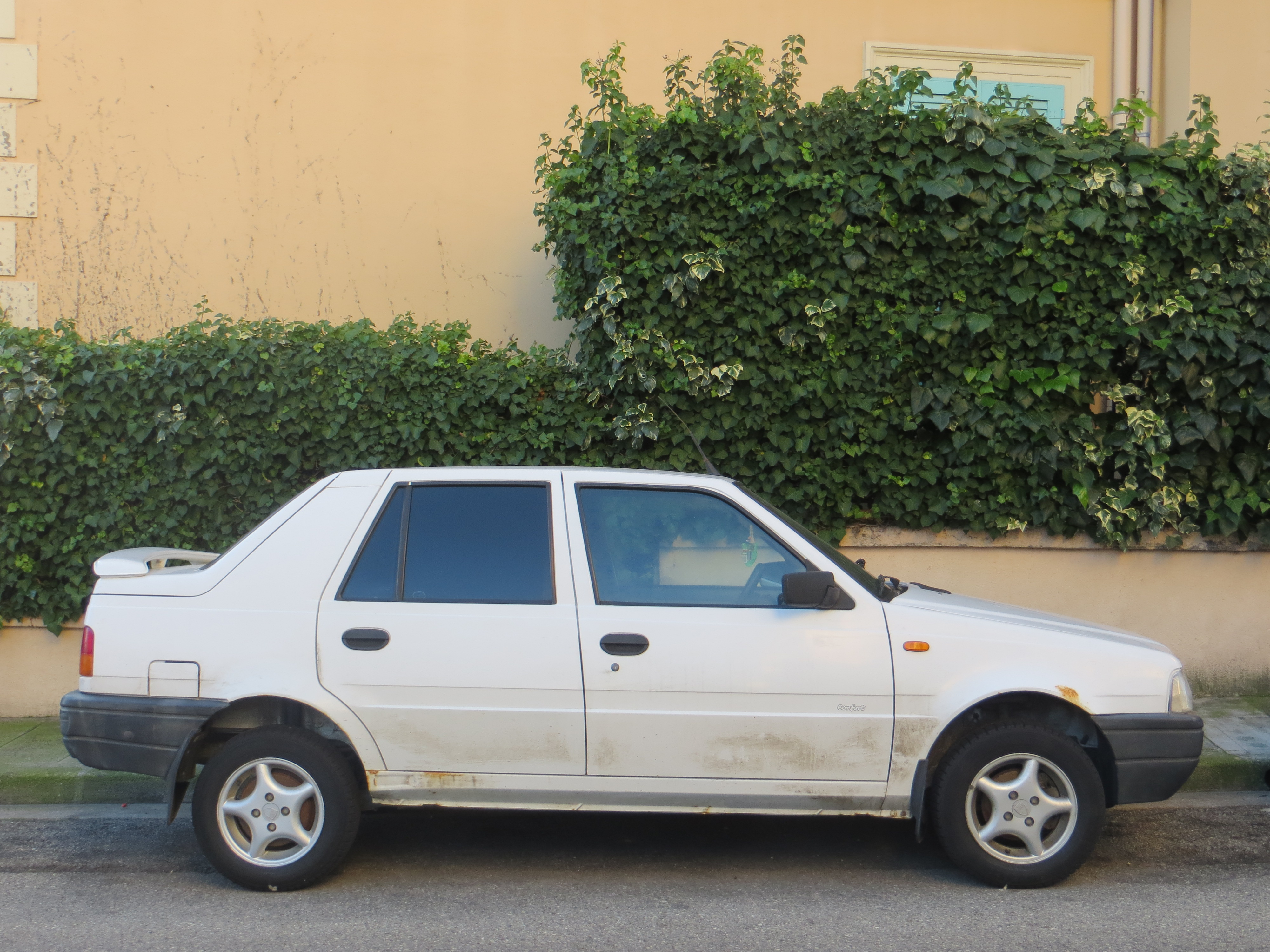
Dacia SupeRNova (Lateral)

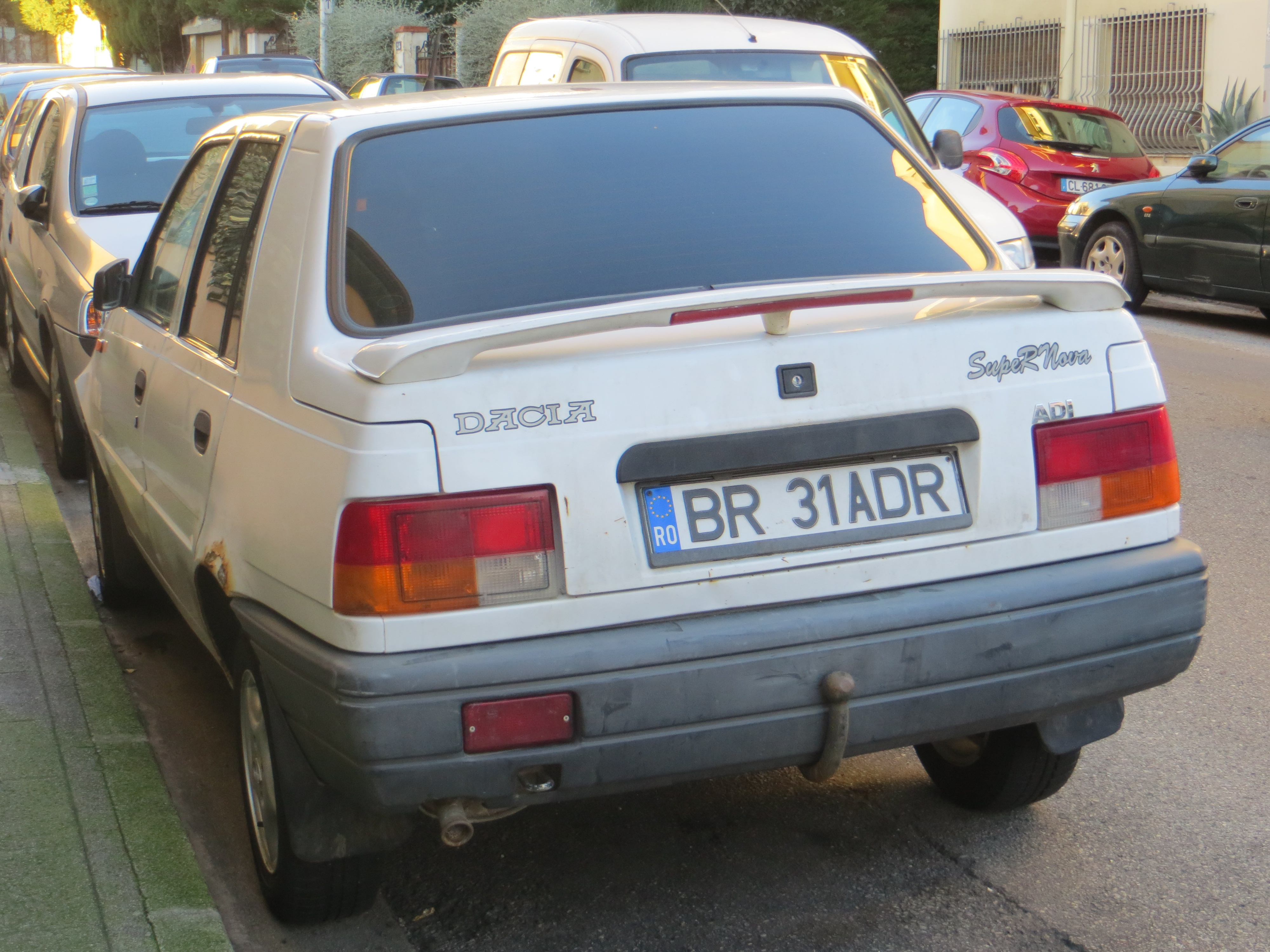
Dacia SupeRNova (Spate)

## Motorizare
| Nume    | Capacitate | Tip          | Putere maximă             | Moment maxim      | Viteză maximă | Accelerație 0–100 km/h | Consum urban | Consum extraurban |
| ------- | ---------- | ------------ | ------------------------- | ----------------- | ------------- | ---------------------- | ------------ | ----------------- |
| 1.4 MPi | 1390 cmc   | 8 valve SOHC | 55 kW (75 CP) la 5250 rpm | 108 Nm la 3800rpm | 165 km/h      | 13s                    | 8,3 l/100 km | 5,5 l/100 km      |